# Marika Tovo
Marika Tovo, née le 13 mai 1999 à Arzignano, est une coureuse cycliste italienne, spécialiste de VTT cross-country. Elle termine 4e du classement général de la coupe du monde de VTT cross-country espoirs 2018.

## Palmarès en VTT cross-country

### Championnats du monde
- Nove Mesto 2016
  - 11e du cross-country juniors
- Cairns 2017
  - 4e du cross-country juniors
- Lenzerheide 2018
  -  Médaillée de bronze du cross-country espoirs
  - 4e du relais mixte
- Leogang 2020
  -  Médaillée d'argent du relais mixte
- Val di Sole 2021
  - 4e du cross-country espoirs

### Coupe du monde
- Coupe du monde de cross-country espoirs
  - 2018 : 4e du classement général
  - 2021 : 8e du classement général

### Championnats d'Europe
- Darfo Boario Terme 2017
  -  Médaillée de bronze du relais mixte
  - 5e du cross-country juniors
- Glasgow 2018
  -  Championne d'Europe du relais mixte
  -  Médaillée d'argent du cross-country espoirs
- Monte Tamaro 2020
  -  Championne d'Europe du relais mixte
  -  Médaillée d'argent du cross-country espoirs
- Novi Sad 2021
  -  Championne d'Europe du relais mixte

### Championnats d'Italie
- 2016
  - 2e du cross-country juniors
- 2017
  -  Championne d'Italie de cross-country juniors
- 2018
  -  Championne d'Italie de cross-country espoirs